# 江崎孝坪
江崎 孝坪（えざき こうへい、1904年6月15日 - 1963年6月27日）は、長野県上伊那郡高遠町（現・伊那市）出身の日本画家。本名は江崎 孝平。歴史人物画を得意とした。

## 生涯

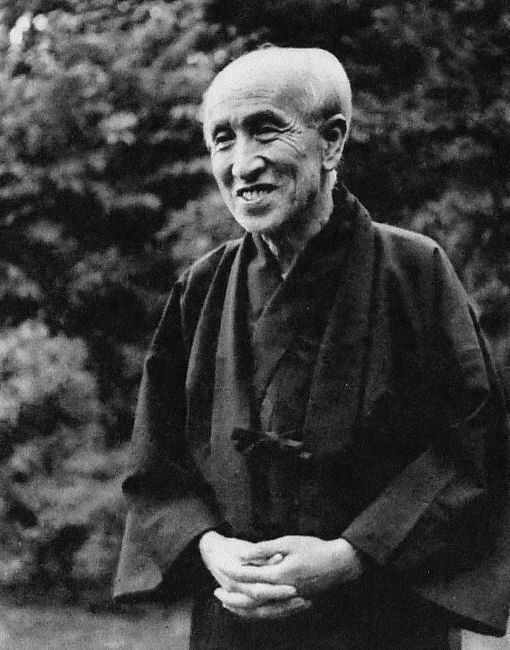
江崎が師事した前田青邨

1904年6月15日に長野県上伊那郡高遠町（現・伊那市）に生まれ、画家を志して15歳の時に東京に出た。呉服商で図案を描いて生計を立て、日本画家の蔦谷龍岬に大和絵を学んだ。1927年（昭和2年）には第8回帝展で「晩秋」が初入選。
1933年（昭和8年）に龍岬が死去すると、今度は前田青邨に師事した。1940年（昭和15年）に大礼記念京都美術館で開催された日本画大展覧会では、「雲と防人」が大毎・東日賞を受賞。
1941年（昭和16年）の第4回新文展では「撃て」が特選に選ばれた。

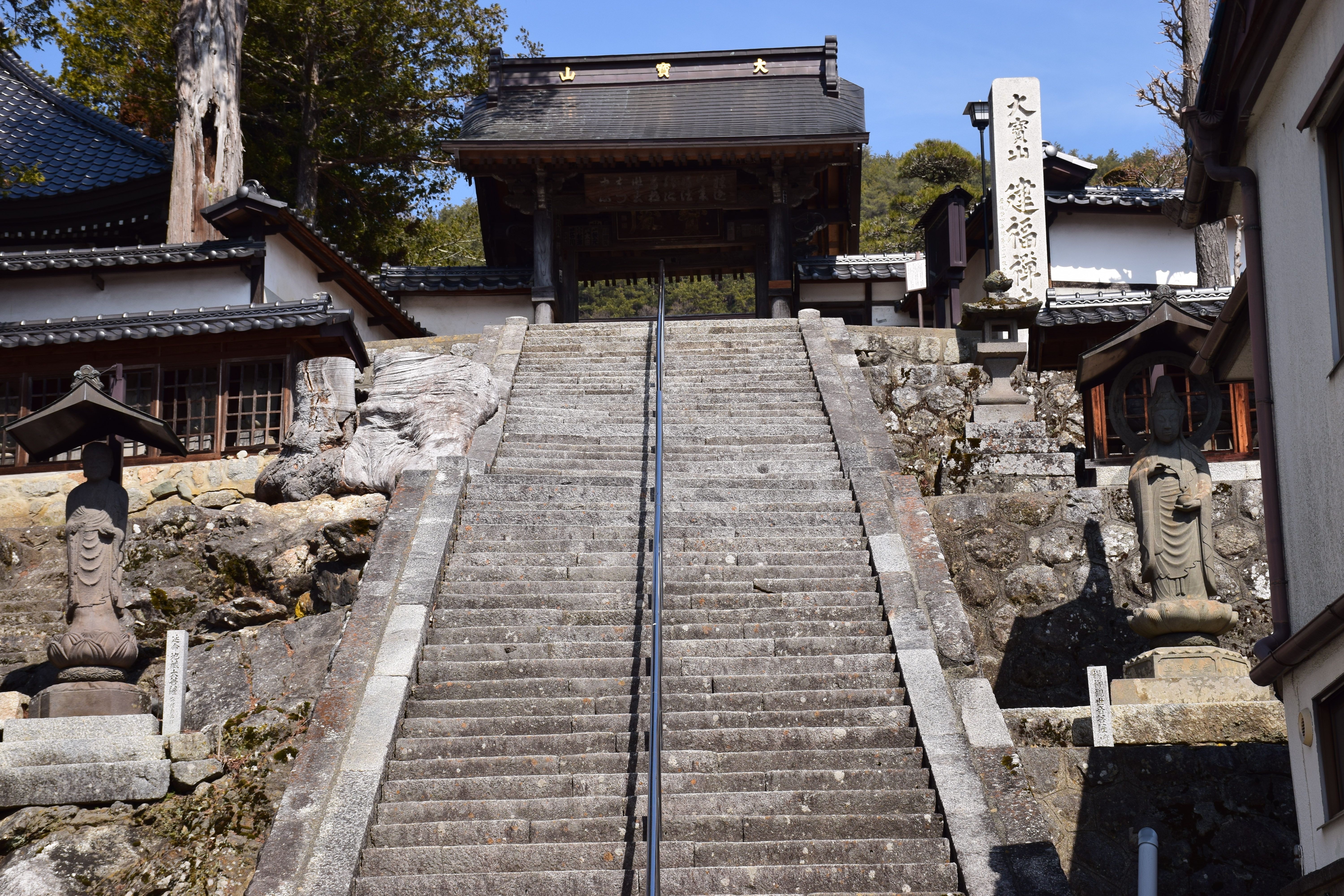
『薬師』を寄贈した建福寺

1947年（昭和22年）の第3回日展では「像造」が特選。戦後には大仏次郎著『乞食大将』、吉川英治著『太閤記』、井上靖著『風と雲と砦』『真田軍記』『風林火山』に挿絵を描いたり、黒澤明監督の映画『七人の侍』で衣装考証を担当したり、歌舞伎「新忠臣蔵」で舞台装置を製作するなど、芸術界で幅広く活躍した。『七人の侍』では1957年の第29回アカデミー賞で衣裳デザイン賞にノミネートされている。
1963年6月27日、目黒区の自宅で死去した。死因は脳軟化症。江崎家の菩提寺は高遠にある建福寺であり、1950年（昭和25年）に第6回日展に出品した『薬師』を寄贈している。
1992年4月から5月には長野県信濃美術館・東山魁夷館で「近代の歴史画展 江崎孝坪と武者絵の系譜」が開催された。2009年10月から11月には長野県伊那文化会館で「歴史画家 江崎孝坪の仕事展」が開催された。